# Кульбокас, Висвальдас
Висвальдас Кульбокас (лит. Visvaldas Kulbokas; род. 14 мая 1974 года, Клайпеда, Литовская Советская Социалистическая Республика, СССР) — литовский прелат и ватиканский дипломат. Титулярный архиепископ Мартаны с 15 июня 2021. Апостольский нунций на Украине с 15 июня 2021 года.

## Биография
Висвальдас Кульбокас родился 14 мая 1974 года в Клайпеде. В 1992 году окончил среднюю школу в Клайпеде и поступил в Тельшяйскую духовную семинарию. С 1994 года по 2004 год учился в Риме в Папском университете Святого Креста, где получил степень доктора богословия (2001) и лиценциат по каноническому праву (2004).
19 июля 1998 года получил священническую ординацию, инкардинирован в епархию Тельшяя.
В 2001—2004 годах учился в Папской Церковной академии.
1 июля 2004 году начал дипломатическую службу в Ватикане как секретарь представительства Святого Престола в Ливане (2004—2007). В 2007—2009 годах был сотрудником нунциатуры в Нидерландах, затем в России (2009—2012). В течение 2012—2020 годов работал в Отделе отношений с государствами Государственного секретариата Святого Престола. В 2020—2021 годах — советник нунциатуры в Кении.
15 июня 2021 Папа Франциск назначил монсеньора Висвальдаса Кульбокаса апостольским нунцием на Украине и титулярным архиепископом Мартаны.
Кроме литовского языка, владеет итальянским, французским, испанским, английским и русским языками.

## Награды
- Орден «За заслуги» II степени (Украина, 2 июня 2022 года) — За значимые личные заслуги в укреплении межгосударственного сотрудничества, поддержку независимости и территориальной целостности Украины, плодотворную дипломатическую деятельность[4].